# Обединени демократични сили
ОДС пренасочва насам.  За опорно-двигателна система вижте Опорно-двигателна система.
Обединени демократични сили (ОДС) е име, използвано от средата на 90-те години на XX век насам за политическите коалиции, сформирани около Съюза на демократичните сили, в периода 1996 – 2009.
В двата периода в коалицията влизат различни партии и организации, като СДС остава през цялото време основен участник. Председател на ОДС обикновено е лидерът на СДС: 1997 – 2001 председател е Иван Костов, от 2001 г. до 2005 бе Надежда Михайлова, а оттогава – Петър Стоянов.

## Създаване
Коалицията е създадена през август 1996 от СДС, Народен съюз и ДПС. Съществува в този състав до февруари 1997, когато ДПС напуска коалицията.
На 5 март се подписва ново споразумение между СДС и Народен съюз, към което по-късно се присъединяват БСДП, ВМРО, ХАП на Иван Глушков и БЗНС на Петко Илиев като присъдружни партии на СДС. В този състав коалицията успява да спечели пълно мнозинство на предсрочните парламентарни избори на 19 април 1997 г.

## Правителство на ОДС
Правителството на ОДС управлява в периода 1997 – 2001 с министър-председател Иван Костов. Това е първото правителство след 1989 г., което успява да изкара цял мандат. По време на управлението му, за да се стабилизира левът и банковата система в страната е въведен валутен борд.
Правителството съсредоточава дейността си в три основни проблема – връщане на земята, бърза приватизация и ликвидация на губещите предприятия. В резултат на това до пролетта на 2000 г. са раздържавени над 80% от държавните предприятия (според Световната банка – 45%). Извършената мащабна приватизация създава сериозни предпоставки за спекулации и съмнения относно процеса на приватизация, въпреки че няма реални доказателства за това.
Във външната политика основна задача е курсът към сближаване с Европейския съюз, САЩ и Турция. Въпреки негативното обществено мнение кабинетът на Иван Костов се обявява в подкрепа на ударите на НАТО срещу Сърбия.
На последвалите избори през 2001, въпреки заявеното желание да управлява още един мандат, водената от СДС и Иван Костов коалиция губи изборите. Костов подава оставка и лидерският пост преминава за кратко в Екатерина Михайлова, а по-късно е поет от Надежда Михайлова.

## Участия в избори

### Президентски избори 1996
Кандидатът на коалицията Петър Стоянов печели изборите за президент през октомври 1996 г.

### Парламентарни избори 1997
На предсрочните парламентарни избори на 19 април 1997 г., коалицията успява да спечели пълно мнозинство и образува правителство.

### Парламентарни избори 2001
На Парламентарни избори в България (2001) ОДС е съставена само от СДС, Народен съюз и БСДП, тъй като ВМРО е заявило недоволство от политиката на СДС и не подновява участието си в коалицията. Тя получава 51 депутатски места в XXXIX народно събрание.

### Парламентарни избори 2005
На Парламентарни избори в България (2005) ОДС остава на пето място сред седемте парламентарните партии, като печели 20 мандата. На тези избори Обединените демократични сили включват:
- Съюз на демократичните сили
- Демократическа партия
- Движение Гергьовден
- Български земеделски народен съюз
- Национално сдружение - Български земеделски народен съюз
- Движение за равноправен модел

| Партия/коалиция                    | Гласове   | Гласове     | Процент | Процент | Депутати | Депутати |
| Коалиция за България               | 1 129 196 | + 345 824   | 31,0%   | + 13,8% | 82       | + 34     |
| Национално движение „Симеон Втори“ | 725 314   | - 1 119 441 | 19,9%   | - 19,8% | 53       | - 67     |
| Новото време                       | 107 758   | - 1 119 441 | 3,0%    | - 19,8% | -        | - 67     |
| Движение за права и свободи        | 467 400   | + 127 005   | 12,8%   | + 5,3%  | 34       | + 13     |
| Коалиция „Атака“                   | 296 848   | + 296 848   | 8,2%    | + 8,2%  | 21       | + 21     |
| Обединени демократични сили        | 280 323   | - 291 886   | 7,7%    | + 1,2%  | 20       | - 1      |
| Демократи за силна България        | 234 788   | - 291 886   | 6,5%    | + 1,2%  | 17       | - 1      |
| Български народен съюз             | 189 268   | - 291 886   | 5,2%    | + 1,2%  | 13       | - 1      |